# Volta a Espanha de 1935
A 1ª edição da Vuelta decorreu entre 29 de abril a 15 de Maio de 1935, A corrida foi composta por 14 etapas, num total de mais de 3425 km, com uma média de 27,204 km/h. A corrida começou e terminou em Madrid.

## Etapas
| Etapa | Etapa                  | km  | Vencedor da etapa        | Líder da classificação geral |
| 1ª    | Madrid-Valladolid      | 185 | Antoine Dignef Bélgica   | Antoine Dignef Bélgica       |
| 2ª    | Valladolid-Santander   | 251 | Antonio Escuriet Espanha | Antonio Escuriet Espanha     |
| 3ª    | Santander-Bilbau       | 199 | Gustaaf Deloor Bélgica   | Gustaaf Deloor Bélgica       |
| 4ª    | Bilbau-San Sebastián   | 235 | Antoine Dignef Bélgica   | Gustaaf Deloor Bélgica       |
| 5ª    | San Sebastián-Zaragoza | 264 | Mariano Cañardo Espanha  | Gustaaf Deloor Bélgica       |
| 6ª    | Zaragoza-Barcelona     | 310 | François Adam Bélgica    | Gustaaf Deloor Bélgica       |
| 7ª    | Barcelona-Tortosa      | 188 | Antonio Montes Espanha   | Gustaaf Deloor Bélgica       |
| 8ª    | Tortosa-Valencia       | 188 | Max Bulla Áustria        | Gustaaf Deloor Bélgica       |
| 9ª    | Valencia-Murcia        | 265 | Salvador Cardona Espanha | Gustaaf Deloor Bélgica       |
| 10ª   | Murcia-Granada         | 285 | Max Bulla Áustria        | Gustaaf Deloor Bélgica       |
| 11ª   | Granada-Sevilla        | 260 | Gustaaf Deloor Bélgica   | Gustaaf Deloor Bélgica       |
| 12ª   | Sevilla-Cáceres        | 270 | François Adam Bélgica    | Gustaaf Deloor Bélgica       |
| 13ª   | Cáceres-Zamora         | 275 | Edoardo Molinar Itália   | Gustaaf Deloor Bélgica       |
| 14ª   | Zamora-Madrid          | 250 | Gustaaf Deloor Bélgica   | Gustaaf Deloor Bélgica       |

## Classificações
| \| 1. \| Gustaaf Deloor \| Bélgica \| 120h 01' 02s \| \| \| 2. \| Mariano Cañardo \| Espanha \| a 12' 33s \| \| \| 3. \| Antoine Dignef \| Bélgica \| a 19' 15s \| \| \| 4. \| Edoardo Molinar \| Itália \| a 22' 42s \| \| \| 5. \| Max Bulla \| Áustria \| a 27' 56s \| \| \| 6. \| Alfons Deloor \| Bélgica \| a 46' 32s \| \| \| 7. \| Paolo Bianchi \| Itália \| a 50' 56s \| \| \| 8. \| Fernand Fayolle \| França \| a 52' 03s \| \| \| 9. \| Walter Blattmann \| Suíça \| a 1h 08' 07s \| \| \| 10. \| Marinus Valentijn \| Países Baixos \| a 1h 08' 51s \| \| |                   |               |              |  |
| 1. | Gustaaf Deloor    | Bélgica       | 120h 01' 02s |  |
| 2. | Mariano Cañardo   | Espanha       | a 12' 33s    |  |
| 3. | Antoine Dignef    | Bélgica       | a 19' 15s    |  |
| 4. | Edoardo Molinar   | Itália        | a 22' 42s    |  |
| 5. | Max Bulla         | Áustria       | a 27' 56s    |  |
| 6. | Alfons Deloor     | Bélgica       | a 46' 32s    |  |
| 7. | Paolo Bianchi     | Itália        | a 50' 56s    |  |
| 8. | Fernand Fayolle   | França        | a 52' 03s    |  |
| 9. | Walter Blattmann  | Suíça         | a 1h 08' 07s |  |
| 10. | Marinus Valentijn | Países Baixos | a 1h 08' 51s |  |

| \| 1. \| Edoardo Molinar \| Itália \| 68 pontos \| \| 2. \| Luigi Barral \| Itália \| 68 pontos \| \| 3. \| Leo Amberg \| Suíça \| 51 pontos \| |                 |        |           |
| 1. | Edoardo Molinar | Itália | 68 pontos |
| 2. | Luigi Barral    | Itália | 68 pontos |
| 3. | Leo Amberg      | Suíça  | 51 pontos |